# 馬汝彰
馬汝彰（1505年—1566年），字存美，號璞岡，河南衛輝府汲縣人，明朝政治人物。

## 生平
七月初九日生，行一，治《書經》，由縣學生中式嘉靖十年（1531年）辛卯科河南鄉試第三十七名舉人，年二十八歲中式嘉靖十一年（1532年）壬辰科會試第一百六十四名，第三甲第六十八名進士。觀戶部政，授直隸武進縣知縣，十五年十月選授刑科給事中，十六年世宗准备征讨安南，四月命马汝彰与广东道御史彭时济往云贵，随军纪功。升吏科右給事中，十八年六月升吏科左給事中，九月升刑科都給事中，二十年三月升陝西布政使司右參政，二十三年（1544年）九月升山東按察使，进右布政使，轉雲南左布政使，累疏乞致仕，時年甫四十六。性純厚和易，與物無忤，優遊林下者十有六年。當道列薦以十餘，愈自晦約，無進取意。

## 著作
有《璞岡集》三卷。

## 家族
曾祖馬整，贈府通判；祖馬英，府同知；父馬圖，貢士；母張氏。永感下，妻李氏，弟汝揚（儀賓）；汝翼。